# Paul Caddis
Paul McLean Caddis (Irvine, Ayrshire, Escocia; 19 de abril de 1988) es un exfutbolista y entrenador escocés. Es el entrenador del Hereford de la National League North de Inglaterra.
Como jugador, jugaba de defensa central o centrocampista. Jugó cuatro temporadas en el Celtic F. C., club donde se formó. Luego, gran parte de su carrera la pasó en clubes del ascenso inglés, hasta su retiro en 2021. A nivel internacional, disputó un encuentro por la selección de Escocia en 2016.

## Trayectoria
Caddis comenzó su carrera en el Celtic de la Scottish Premier League, donde llegó al primer equipo en la temporada 2007-08. Se fue a préstamo al Dundee United para la temporada 2008-09. Caddis fue transferido al Swindon Town de la English  Football League One en agosto de 2010. Pasó a préstamo al Birmingham City para la temporada 2012-13 y fichó por el club en septiembre de 2013.
Luego de tres temporadas y media en Birmingham terminó su contrato por mutuo acuerdo en enero de 2017. Luego de pasar media temporada en Bury fue transferido al Blackburn Rovers.
El 16 de noviembre de 2018 fichó por el Bradford City de la League One hasta el final de la temporada.
Jugó 27 encuentros de liga en la temporada 2018-19, casi todos como titular, aunque no pudo evitar el descenso del equipo a la League Two. Fue uno de los jugadores que fue liberado del club al término de la temporada.
Caddis regresó al Swindon Town el 15 de noviembre de 2019 luego de entrenar unas semanas con el primer equipo.

### Como entrenador
El 18 de junio de 2022, Caddis anunció su retiro como futbolista. Ese mes, comenzó su carrera como entrenador en las inferiores del Fleetwood Town F. C..

## Selección nacional
Ha jugado por Escocia en las categorías sub-19 y sub-21.
Debutó con la selección de Escocia el 24 de marzo de 2016 en la victoria por la mínima contra República Checa en un amistoso.

## Vida personal
Caddis es el hermano menor del delantero de Ayr United, Ryan Caddis, y es el hermano mayor del mediocampista Liam Caddis del Alloa Athletic y del portero de Kilmarnock, Dylan.

## Estadísticas

### Clubes
Actualizado al término de su carrera
| Celtic Escocia | 1.ª           | 2006-07       | 0   | 0  | 0  | 0 | 0  | 0 | 0    | 0 | 0   | 0  |
| Celtic Escocia | 1.ª           | 2007-08       | 2   | 0  | 1  | 0 | 0  | 0 | 1(1) | 0 | 4   | 0  |
| Celtic Escocia | 1.ª           | 2008-09       | 5   | 0  | 1  | 0 | 1  | 0 | 0    | 0 | 7   | 0  |
| Celtic Escocia | 1.ª           | 2009-10       | 10  | 0  | 1  | 0 | 1  | 0 | 1(2) | 0 | 13  | 0  |
| Celtic Escocia | Total club    | Total club    | 17  | 0  | 3  | 0 | 2  | 0 | 2    | 0 | 24  | 0  |
| Dundee United (préstamo) Escocia                                                                                   | 1.ª           | 2008-09       | 11  | 0  | -  | - | -  | - | -    | - | 11  | 0  |
| Dundee United (préstamo) Escocia                                                                                   | Total club    | Total club    | 11  | 0  | -  | - | -  | - | -    | - | 11  | 0  |
| Swindon Town Inglaterra                                                                                            | 3.ª           | 2010-11       | 38  | 1  | 2  | 0 | 1  | 0 | 1(3) | 0 | 42  | 1  |
| Swindon Town Inglaterra                                                                                            | 4.ª           | 2011-12       | 39  | 4  | 4  | 0 | 2  | 0 | 5(3) | 1 | 50  | 5  |
| Swindon Town Inglaterra                                                                                            | 3.ª           | 2012-13       | 0   | 0  | -  | - | 0  | 0 | -    | - | 0   | 0  |
| Swindon Town Inglaterra                                                                                            | Total club    | Total club    | 77  | 5  | 6  | 0 | 3  | 0 | 6    | 1 | 92  | 6  |
| Birmingham City (préstamo) Inglaterra                                                                              | 2.ª           | 2012-13       | 27  | 0  | 1  | 0 | 0  | 0 | -    | - | 28  | 0  |
| Birmingham City Inglaterra                                                                                         | 2.ª           | 2013-14       | 38  | 5  | 2  | 0 | 2  | 0 | -    | - | 42  | 5  |
| Birmingham City Inglaterra                                                                                         | 2.ª           | 2014-15       | 45  | 6  | 1  | 0 | 2  | 1 | -    | - | 48  | 7  |
| Birmingham City Inglaterra                                                                                         | 2.ª           | 2015-16       | 39  | 4  | 0  | 0 | 1  | 0 | -    | - | 40  | 4  |
| Birmingham City Inglaterra                                                                                         | 2.ª           | 2016-17       | 0   | 0  | 0  | 0 | 1  | 0 | -    | - | 1   | 0  |
| Birmingham City Inglaterra                                                                                         | Total club    | Total club    | 149 | 15 | 4  | 0 | 6  | 1 | -    | - | 159 | 19 |
| Bury Inglaterra | 3.ª           | 2016-17       | 13  | 0  | -  | - | -  | - | -    | - | 13  | 0  |
| Bury Inglaterra | Total club    | Total club    | 13  | 0  | -  | - | -  | - | -    | - | 13  | 0  |
| Blackburn Rovers Inglaterra                                                                                        | 3.ª           | 2017-18       | 14  | 0  | 4  | 0 | 2  | 0 | 0    | 0 | 20  | 0  |
| Blackburn Rovers Inglaterra                                                                                        | 2.ª           | 2018-19       | 0   | 0  | -  | - | 1  | 0 | -    | - | 1   | 0  |
| Blackburn Rovers Inglaterra                                                                                        | Total club    | Total club    | 14  | 0  | 4  | 0 | 3  | 0 | 0    | 0 | 21  | 0  |
| Bradford City Inglaterra                                                                                           | 3.ª           | 2018-19       | 27  | 1  | 2  | 1 | -  | - | -    | - | 29  | 2  |
| Bradford City Inglaterra                                                                                           | Total club    | Total club    | 27  | 1  | 2  | 1 | -  | - | -    | - | 29  | 2  |
| Swindon Town Inglaterra                                                                                            | 4.ª           | 2019-20       | 19  | 0  | -  | - | -  | - | -    | - | 19  | 0  |
| Swindon Town Inglaterra                                                                                            | 3.ª           | 2020-21       | 26  | 1  | 1  | 0 | -  | - | 1    | 1 | 28  | 2  |
| Swindon Town Inglaterra                                                                                            | Total club    | Total club    | 45  | 1  | 1  | 0 | -  | - | 1    | 1 | 47  | 2  |
| Total carrera | Total carrera | Total carrera | 353 | 22 | 20 | 1 | 14 | 1 | 9    | 2 | 396 | 26 |
| (1) Incluye Liga de Campeones de la UEFA. (2) Incluye Liga Europea de la UEFA. (3) Incluye Football League Trophy. |               |               |     |    |    |   |    |   |      |   |     |    |

### Selección nacional
| Selección      | Temporada     | Encuentros | Encuentros |
| Selección      | Temporada     | Part.      | Goles      |
| -------------- | ------------- | ---------- | ---------- |
| sub-19 Escocia | 2007          | 1          | 0          |
| sub-19 Escocia | Total         | 1          | 0          |
| sub-21 Escocia | 2008-2010     | 13         | 0          |
| sub-21 Escocia | Total         | 13         | 0          |
| Adulta Escocia | 2016-         | 1          | 0          |
| Adulta Escocia | Total         | 1          | 0          |
| Total carrera  | Total carrera | 15         | 0          |

## Palmarés

### Títulos nacionales
| Título              | Club         | País       | Año     |
| ------------------- | ------------ | ---------- | ------- |
| Football League Two | Swindon Town | Inglaterra | 2011-12 |

### Distinciones individuales
| Distinción                           | Año     |
| ------------------------------------ | ------- |
| Equipo del año de la PFA, League Two | 2011-12 |